# Karolína Kubisková
Karolína Kubisková (* 16. listopadu 1984) je česká politička, v letech 2022 až 2024 místopředsedkyně hnutí PŘÍSAHA, od roku 2025 předsedkyně strany Výzva 2025. Od roku 2022 je zastupitelkou města Kamenice nad Lipou.

## Život
Narodila se v roce 1984 v Plzni. Vystudovala ekonomickou fakultu Západočeské univerzity v Plzni. Strávila se svými dětmi téměř rok v policejní ochraně kvůli svědectví jejího muže v kauze jízdenek DPP a Oleo Chemical, kdy svědčil proti Ivu Rittigovi.
Je vdaná, jejím manželem je Jaroslav Kubiska. Má čtyři děti.

## Politická angažovanost
V roce 2021 se stala členkou hnutí Přísaha. Ve sněmovních volbách v roce 2021 kandidovala jako lídryně Přísahy v Kraji Vysočina, ale nebyla zvolena, neboť uskupení těsně nepřekročilo 5% hranici potřebnou pro vstup do Poslanecké sněmovny. V listopadu 2022 byla zvolena místopředsedkyní hnutí.
V roce 2022 po vypuknutí ruské invaze na Ukrajinu se ohradila proti údajným lžím a manipulacím ministra financí Zbyňka Stanjury. V komunálních volbách v roce 2022 uspěla a byla zvolena zastupitelkou města Kamenice nad Lipou.
V krajských volbách v roce 2024 byla lídryní kandidátní listiny hnutí na Vysočině, ale nebyla zvolena, neboť hnutí žádný mandát v zastupitelstvu kraje nezískalo. Při volební kampani v září 2024 informovala o tom, že některé zdravotnické přístroje, které v kraji používají záchranáři, mohou být nebezpečné, proto také podala trestní oznámení pro obecné ohrožení. Lékaři nefunkčnost přístrojů a pravdivost jejích výroků následně potvrdili.
V prosinci 2024 rezignovala na post místopředsedkyně Přísahy a ukončila také své členství v hnutí. „Další setrvání v hnutí by bylo v rozporu s mými morálními hodnotami“, napsala ve své rezignaci.
V roce 2025 se jako expertka na sociální oblast podílela na programu hnutí Stačilo! v sociální oblasti.
V červenci 2025 oznámila vznik nové politické strany Výzva 2025, se kterou zároveň kandiduje ve sněmovních volbách v roce 2025 jako lídryně její kandidátní listiny v Jihomoravském kraji.